# Neteahivșciîna, Prîlukî
Neteahivșciîna (în ucraineană Нетягівщина) este un sat în comuna Dankivka din raionul Prîlukî, regiunea Cernihiv, Ucraina.

## Demografie
Componența lingvistică a localității Neteahivșciîna
     Ucraineană (100%)
Conform recensământului din 2001, toată populația localității Neteahivșciîna era vorbitoare de ucraineană (100%).